# Buster Ramsey
Garrard Sliger „Buster“ Ramsey (* 16. März 1920 in Townsend, Tennessee, USA; † 16. September 2007 in Chattanooga, Tennessee) war ein US-amerikanischer American-Football-Spieler und -Trainer. Er spielte unter anderem als Guard in der National Football League (NFL) bei den Chicago Cardinals.

## Jugend
Buster Ramsey wurde als Sohn eines Methodisten-Predigers in Tennessee geboren. Er besuchte in Knoxville die High School, wo er American Football spielte, aber auch als Leichtathlet tätig war. 1937 gewann er mit seiner Mannschaft die nationale High-School-Meisterschaft im American Football. Seine Mannschaft hatte eine Schulmannschaft aus Florida mit 37:0 besiegt.

## Spielerlaufbahn

### Collegekarriere
Garrard Ramsey studierte von 1939 bis 1942 am College of William & Mary und spielte für die „William & Mary Tribe“ College Football auf der Position eines Guards. Während seiner vier Spieljahre konnte sein Team 29 Spiele gewinnen, verlor sieben und spielte dreimal unentschieden. Ramsey wurde zweimal zum Auswahlspieler seiner Liga und 1942 zum All American gewählt. Er war der erste Spieles seines Colleges, der zum All American gewählt wurde.

### Profikarriere
Ramsey wurde 1943 in der 14 Runde an 124 Stelle von den Cardinals. Aufgrund seines Wehrdienstes in der U.S. Navy konnte er seine Profikarriere erst im Jahr 1946 beginnen. Trainer der Mannschaft war Jimmy Conzelman, der Ramsey bereits in seinem Rookiejahr als Starter auf der Position des rechten Guards einsetzte. Im Jahr 1947 konnte Ramsey mit seinem Team die NFL Meisterschaft gewinnen. Im Endspiel wurden die Philadelphia Eagles mit 28:21 besiegt. Ramsey gelang es in diesem Spiel einen Pass von Quarterback Tommy Thompson abzufangen und den Ball über eine Strecke von 41 Yards in Richtung der Endzone der Eagles zu tragen. 1948 spielten die Cardinals eine überragende Saison und konnten elf ihrer 12 Spiele gewinnen. Im Endspiel konnten sich diesmal allerdings die Eagles mit 7:0 durchsetzen.
Nach der Saison 1951 beendete Buster Ramsey seine Spielerlaufbahn.

## Trainerlaufbahn
Unmittelbar nach seiner Spielerlaufbahn schloss sich Ramsey als Assistenztrainer von Buddy Parker den Detroit Lions an. Ramsey war für die Defense der Mannschaft verantwortlich und konnte die Abwehrarbeit seiner Mannschaft entscheidend verbessern. Ramsey war einer der ersten Trainer, der seine Linebacker dazu einsetzte mittels eines Blitzes Druck auf den gegnerischen Quarterback auszuüben. Spieler wie Yale Lary oder Jack Christiansen, die mittlerweile Mitglieder in der Pro Football Hall of Fame sind, wurden von ihm zu Spitzenspielern geformt.
Im Jahr 1952 und im Jahr 1953 gewann die Mannschaft aus Detroit die NFL Meisterschaft. 1952 wurden die Cleveland Browns mit 17:7 besiegt, ein Jahr später musste sich das Team aus Cleveland mit 17:16 geschlagen geben. 1954 mussten die Lions gegen die Browns im Endspiel allerdings eine deutliche 56:10-Niederlage hinnehmen. Nach der Saison 1957 feierte Ramsey mit den Lions seine vierte NFL Meisterschaft. Zum vierten Mal waren die Browns der Endspielgegner und diesmal gelang den Lions ein deutlicher 59:14-Sieg. Die Defense von Ramsey zeigte eine herausragende Leistung und konnte fünf Pässe abfangen.
Nach der Saison 1959 wechselte Ramsey als Head Coach zu den Buffalo Bills, die in der neugegründeten American Football League (AFL) angesiedelt waren. Der Erfolg der Bills blieb allerdings aus und Ramsey wurde 1961 wieder entlassen. Bis 1964 war Ramsey als Assistenztrainer von Buddy Parker bei den Pittsburgh Steelers tätig. Ramsey zog sich danach endgültig aus der NFL zurück.

## Ehrungen
Garrard Ramsey wurde fünfmal zum All-Pro gewählt. Er ist Mitglied im NFL 1940s All-Decade Team, seit 1974 in der Virginia Sports Hall of Fame und seit 1978 in der College Football Hall of Fame.

## Abseits der NFL
Der Bruder von Buster Ramsey, Knox Ramsey, war gleichfalls Footballprofi und spielte zeitweise für die Washington Redskins. Buster Ramsey betrieb nach seiner Laufbahn eine Farm, starb an Lungenentzündung und ist auf dem Grantville Cemetery in Maryville beerdigt.